# 南諸塚デジタルテレビ中継局
南諸塚デジタルテレビ中継局（みなみもろつかデジタルテレビちゅうけいきょく）は、宮崎県東臼杵郡美郷町にあるデジタルテレビ中継局である。

## 概要
諸塚村中心部（村役場周辺地区）、および美郷町の一部地域を放送区域としている。

## 放送設備

### 所在地
- 宮崎県東臼杵郡美郷町西郷山三ケ（尾佐渡）

### 地上デジタルテレビ放送
| ID | 放送局名      | 放送局名      | 物理チャンネル | 空中線電力 | ERP   | 放送対象地域 | 放送区域内世帯数 |
| -- | ------------- | ------------- | -------------- | ---------- | ----- | ------------ | ---------------- |
| 1  | NHK宮崎       | 総合          | 36ch           | 300mW      | 440mW | 宮崎県       | 369世帯          |
| 2  | NHK宮崎       | Eテレ         | 34ch           | 300mW      | 440mW | 全国         | 369世帯          |
| 3  | UMKテレビ宮崎 | UMKテレビ宮崎 | 40ch           | 300mW      | 340mW | 宮崎県       | 369世帯          |
| 6  | MRT宮崎放送   | MRT宮崎放送   | 38ch           | 300mW      | 340mW | 宮崎県       | 369世帯          |

#### 補足
- 2009年8月28日予備免許交付、同10月15日試験放送開始、同10月31日本放送開始[2]。
- 実効輻射電力（ERP）：NHK総合・Eテレが440mW[3][4]、UMKテレビ宮崎・MRT宮崎放送が340mWである[5][6]。